# Maria Teresa Agnesi Pinottini
Pour les articles homonymes, voir Agnesi.
Maria Teresa Agnesi Pinottini (prononcé : [maˈriːa teˈreːza aɲˈɲeːzi]), née le 17 octobre 1720 à Milan et morte le 19 janvier 1795 dans la même ville, est une compositrice italienne du XVIIIe siècle. Claveciniste, elle a écrit des opéras, des œuvres symphoniques et de la musique de chambre.

## Biographie

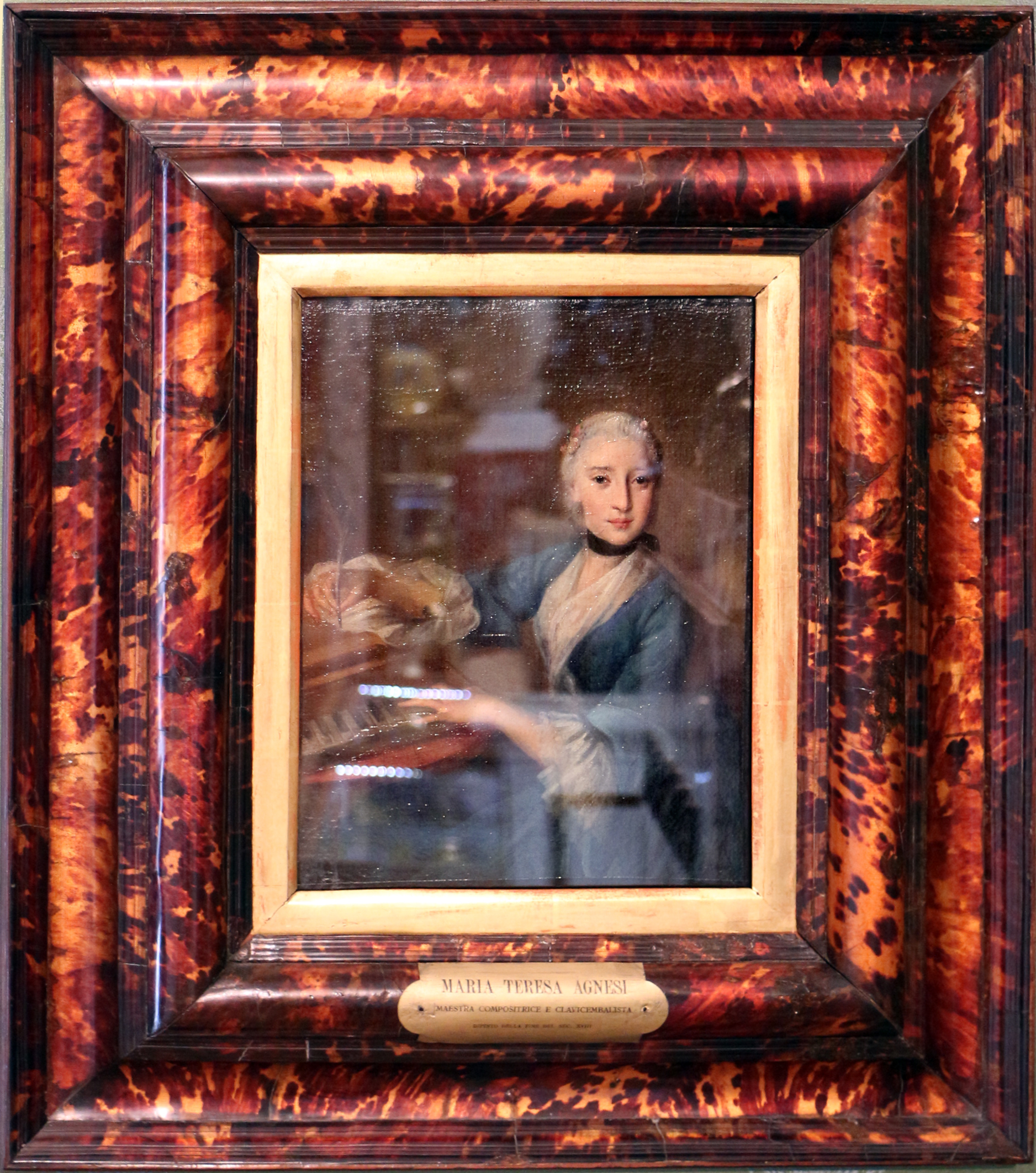
Maria Teresa Agnesi Pinottini.

Maria Teresa Agnesi Pinottini nait à Milan en 1718, dans une famille d'intellectuels. Elle est à la fois claveciniste, chanteuse et compositrice réputée. Sa sœur est la mathématicienne Maria Gaetana Agnesi. Mariée à Pier Antonio Pinottini, elle tient un salon et y reçoit des musiciens et des personnalités.
Elle compose entre quatre et six opéras dont Ciro en Arménie, sur un livret écrit par elle-même. Donné pour la première fois dans un théâtre milanais, c’est un grand succès. Ses autres opéras, La Sofonisba, Insubria consolata ou encore Nitocris obtiennent aussi un bon succès dans plusieurs villes d'Italie.
Elle parviendra un temps à vivre de sa musique, comme compositrice et interprète. Brillante claveciniste, elle bénéficiera du soutien de grandes cours européennes. Elle écrit de nombreuses pièces, pour son instrument, le clavecin, mais aussi de la musique d'ensemble. Un concerto pour clavecin nous est parvenu, la partition ayant été conservée. Elle écrit plusieurs concertos pour piano, mais aussi des sonates, des œuvres chorales et des cantates.
Son mariage en 1752 la met dans une position financière difficile. Son époux la plonge dans la misère et elle meurt le 19 janvier 1795 à Milan, criblée de dettes[réf. nécessaire].
Un portrait d'elle est attribué à Rosalba Carriera.

## Œuvre

### Opéras
- Il restauro d'Arcadia Milan, Théâtre Regio Ducal, 1747 (œuvre perdue)
- La Sofonisba (drame héroïque)
- Insubria consolata
- Cyrus en Arménie, Milan, Théâtre ducal, 26 décembre 1753
- Il re pastore (1755)
- Nitocris
- Ulisse in Campania

### Cantates et chœurs, concertos, sonates...
- L'Insubria Consolata (Milan, Théâtre ducal, 1766), cantate en deux parties composée pour les fiançailles de la princesse Maria Béatrice d'Este avec l'archiduc Ferdinand d'Autriche[4]
- 12 arias
- 4 concertos (1 cité en 1766 dans le catalogue Breitkopf)
- Sonate, 1767
- Allemande militaire et Menuetto grazioso, ed. F. Brodszky, Thesaurus Musicus, 1962